# Eric Radford
Pour les articles homonymes, voir Radford.
Eric Radford (né le 27 janvier 1985) est un patineur de couple canadien. Avec son ancienne partenaire Meagan Duhamel, il est double champion du monde (2015, 2016), médaillé d'or olympique 2018 en équipe, médaillé d'argent olympique 2014 en équipe, médaillé de bronze olympique 2018 en couple, double champion des Quatre Continents (2013, 2015), champion de la finale du Grand Prix 2014-15 et sept fois champion national canadien (2012-18). Il est le premier homme ouvertement gay à avoir remporté une médaille d'or à des Jeux olympiques d'hiver.
Lors des Jeux olympiques de 2014, Duhamel et Radford sont devenus le premier couple à réussir un triple saut Lutz côte à côte lors d'une compétition olympique d'hiver aux Jeux olympiques d'hiver de 2018, Radford, 33 ans, a remporté une médaille d'or dans le cadre de l'épreuve par équipe de patinage artistique, devenant ainsi l'un des plus anciens champions olympiques de patinage artistique. Trois jours plus tard, lors du libre patinage individuel en couple, Duhamel et Radford sont devenus la première équipe à réaliser un quadruple saut lancé lors d'une compétition olympique d'hiver lorsqu'elle a atterri leur quadruple Salchow lancé.
En avril 2021, Radford annonce son retour à la compétition avec sa nouvelle partenaire Vanessa James.

## Biographie

### Vie personnelle
Radford est né à Winnipeg, au Manitoba, et a grandi à Balmertown, en Ontario. Ses parents, Rick Radford, un inspecteur des mines, et Valerie Radford, une institutrice à la retraite. Il a déménagé à Kenora à l'âge de 14 ans, à Winnipeg et à Montréal à 15 ans, et à Toronto à 16 ans pour poursuivre ses ambitions de patinage. Il a étudié la musique à l'Université York et détient un certificat de 9e année du Conservatoire royal de musique. Il joue du piano et écrit et compose de la musique, et s'est inscrit comme membre de la Société des compositeurs, auteurs et éditeurs de musique du Canada en 2014. Au cours de l'été 2016, Radford a composé la musique de style libre 2016-17 pour son collègue patineur canadien et triple champion du monde Patrick Chan.

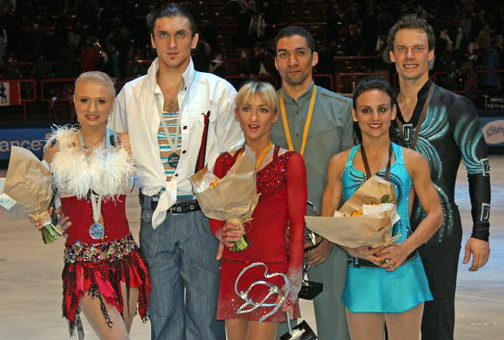
De gauche à droite : Maria Mukhortova/Maksim Trankov, Aljona Savchenko/Robin Szolkowy, Meagan Duhamel/Craig Buntin au Trophée Éric Bompard 2008.

En décembre 2014, Radford a fait publiquement son coming-out en tant qu'homosexuel dans une interview avec la publication LGBT Outsports; ce faisant, il est devenu le premier patineur artistique de compétition à faire son coming-out au sommet de sa carrière alors qu'il était encore un prétendant aux titres de champion, plutôt que d'attendre d'être proche de la retraite ou de l'avoir dépassée ; aux Championnats du monde de patinage artistique de 2015, la médaille d'or remportée par Radford et Duhamel en patinage en couple a fait de lui le premier patineur artistique ouvertement gay à remporter une médaille à cette compétition. Il est ambassadeur du programme #OneTeam du Comité olympique canadien, qui vise à lutter contre l'homophobie dans le sport.
Radford s'est fiancé à son petit ami, le danseur sur glace espagnol Luis Fenero, le 10 juin 2017. Ils se sont mariés le 12 juillet 2019.
En plus de concourir, Radford est également entraîneur et compose de la musique de performance pour le patinage.
En juin 2018, la municipalité de Red Lake, qui comprend la communauté d'origine de Radford, Balmertown, a nommé la rue où il a grandi Eric Radford Way en son honneur. Le même jour, Red Lake a organisé sa deuxième Marche des fiertés, et Radford a marché avec son fiancé de l'époque et mari actuel Luis Fenero, sa famille et ses amis[10].

## Palmarès
Avec quatre partenaires :
- Rachel Kirkland (3 saisons : 2006-2009)
- Anne-Marie Giroux (1 saison 2009-2010)
- Meagan Duhamel (8 saisons : 2010-2018)
- Vanessa James (1 saison : 2021-2022)

| Compétition                                                    | 2007    | 2008    | 2009    |  | 2010    |  | 2011    | 2012    | 2013    | 2014    | 2015    | 2016    | 2017    | 2018    | ... | 2022    |  |  |
| Jeux olympiques d'hiver                                        |         |         |         |  |         |  |         |         |         | 7e      |         |         |         | 3e      |     | 12e     |  |  |
| Championnats du monde                                          |         |         |         |  |         |  | 7e      | 5e      | 3e      | 3e      | 1er     | 1er     | 7e      | F       |     | 3e      |  |  |
| Quatre continents                                              |         |         |         |  |         |  | 2e      | 4e      | 1er     |         | 1er     | A       | 2e      |         |     |         |  |  |
| Championnats du Canada                                         | 5e      | 5e      | 7e      |  | 8e      |  | 2e      | 1er     | 1er     | 1er     | 1er     | 1er     | 1er     | 1er     |     | A       |  |  |
|                                                                |         |         |         |  |         |  |         |         |         |         |         |         |         |         |     |         |  |  |
| Grand Prix ISU                                                 | 2006/07 | 2007/08 | 2008/09 |  | 2009/10 |  | 2010/11 | 2011/12 | 2012/13 | 2013/14 | 2014/15 | 2015/16 | 2016/17 | 2017/18 | ... | 2021/22 |  |  |
| Finale du Grand Prix                                           |         |         |         |  |         |  |         | 5e      | 4e      | 5e      | 1er     | 2e      | 3e      | 3e      |     | CA      |  |  |
| Skate America                                                  |         |         |         |  |         |  |         |         |         |         |         |         |         | 3e      |     |         |  |  |
| Skate Canada                                                   |         |         | 6e      |  |         |  | 5e      | 3e      | 2e      | 3e      | 1er     | 1er     | 1er     | 1er     |     | 4e      |  |  |
| Trophée de France                                              |         |         |         |  |         |  |         | 3e      | 2e      | 2e      |         |         |         |         |     | 4e      |  |  |
| Trophée NHK                                                    |         |         |         |  |         |  |         |         |         |         | 1er     | 1er     | 1er     |         |     |         |  |  |
| Légende : F = Forfait ; A = Abandon ; CA = Compétition annulée |         |         |         |  |         |  |         |         |         |         |         |         |         |         |     |         |  |  |